# Parvicellula flabellifera
Parvicellula flabellifera är en tvåvingeart som beskrevs av Freeman 1951. Parvicellula flabellifera ingår i släktet Parvicellula och familjen svampmyggor. Inga underarter finns listade i Catalogue of Life.